# Film noir

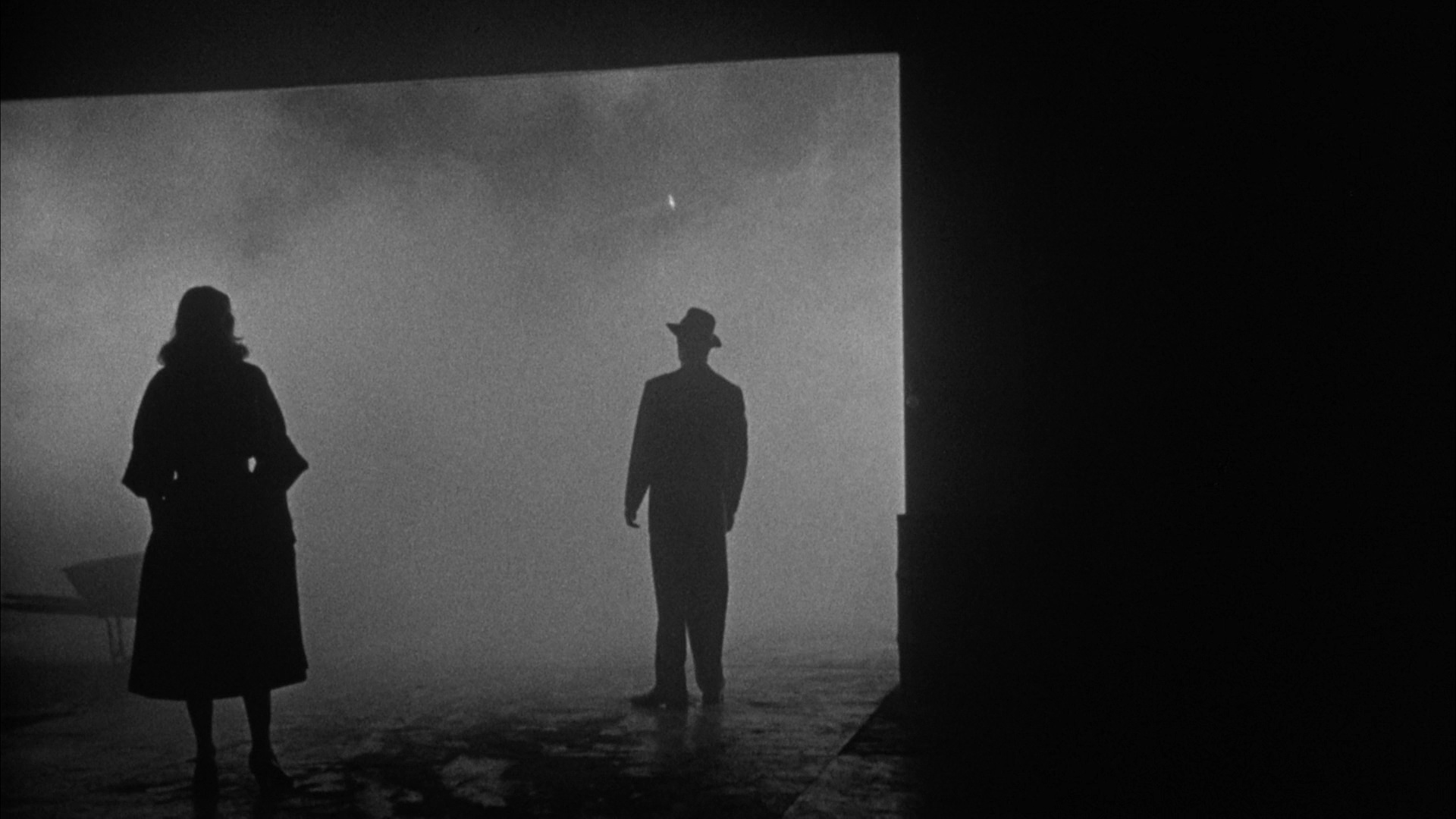
Ikonická scéna z filmu The Big Combo (1955).

Film noir je filmový žánr existující v letech 1941–1958, na vrcholu v letech 1941–1950. Film noir je obvykle spojován s low key černobílým vzhledem založeným na německé expresionistické kinematografii. Mnoho z příběhů a postav je odvozeno z detektivních románů tzv. hardboiled school (drsné školy) s postavami charakteristickými pro svou cyničnost a necitelnost, jež se objevily ve Spojených státech během hospodářské krize.
Termín film noir (z francouzštiny černý film) poprvé použil francouzský kritik Nino Frank roku 1946. Ve své době však nebyl používaný a filmy byly za noir označeny zpětně.
Za první film tohoto žánru je považován Maltézský sokol (1941) režiséra Johna Hustona, za poslední Dotek zla (1958) režiséra Orsona Wellese. Mezi nejslavnější patří Laura (1944), Sunset Blvd. (1950), Hluboký spánek (1946) nebo Eso v rukávu (1951).